# Dom (Alpy)
Dom je švýcarská hora nacházející se ve skupině Mischabelgruppe (součást Walliských Alp) mezi dolinami Mattertal a Saastal (téměř na spojnici mezi obcemi Randa a Saas-Fee). Se svojí nadmořskou výškou 4545 m je nejvyšší „vnitrozemskou“ horou Švýcarska, neboť ostatní vyšší švýcarské kopce (Dufourspitze, Nordend, atd.) se nacházejí na italsko-švýcarské hranici.
První na vrchol vystoupili 11. září 1858 J. L. Davies, Johann Zumtaugwald, Johann Krönig a Hieronymous Brantschen po severozápadním hřebeni (Festigrat).
Výstup tzv. normální cestou začíná z Randy přes Domhütte (2945 m n. m.) po kraji ledovce (Festigletscher), dále na hřebínek do sedla Festijoch (3723 m n. m.), ze sedla krátce mírně z kopce (přibližně na severovýchod) a dále stále po dalším ledovci (Hohbärggletscher) vzhůru severním úbočím až do sedélka těsně pod vrchol. Odtud krátce na vrchol. Oblíbenou variantou ze sedla Festijoch je také cesta prvovýstupců přímo po hřebeni Festigrat až na vrchol, čímž odpadá úmorný výstup po druhém ledovci.

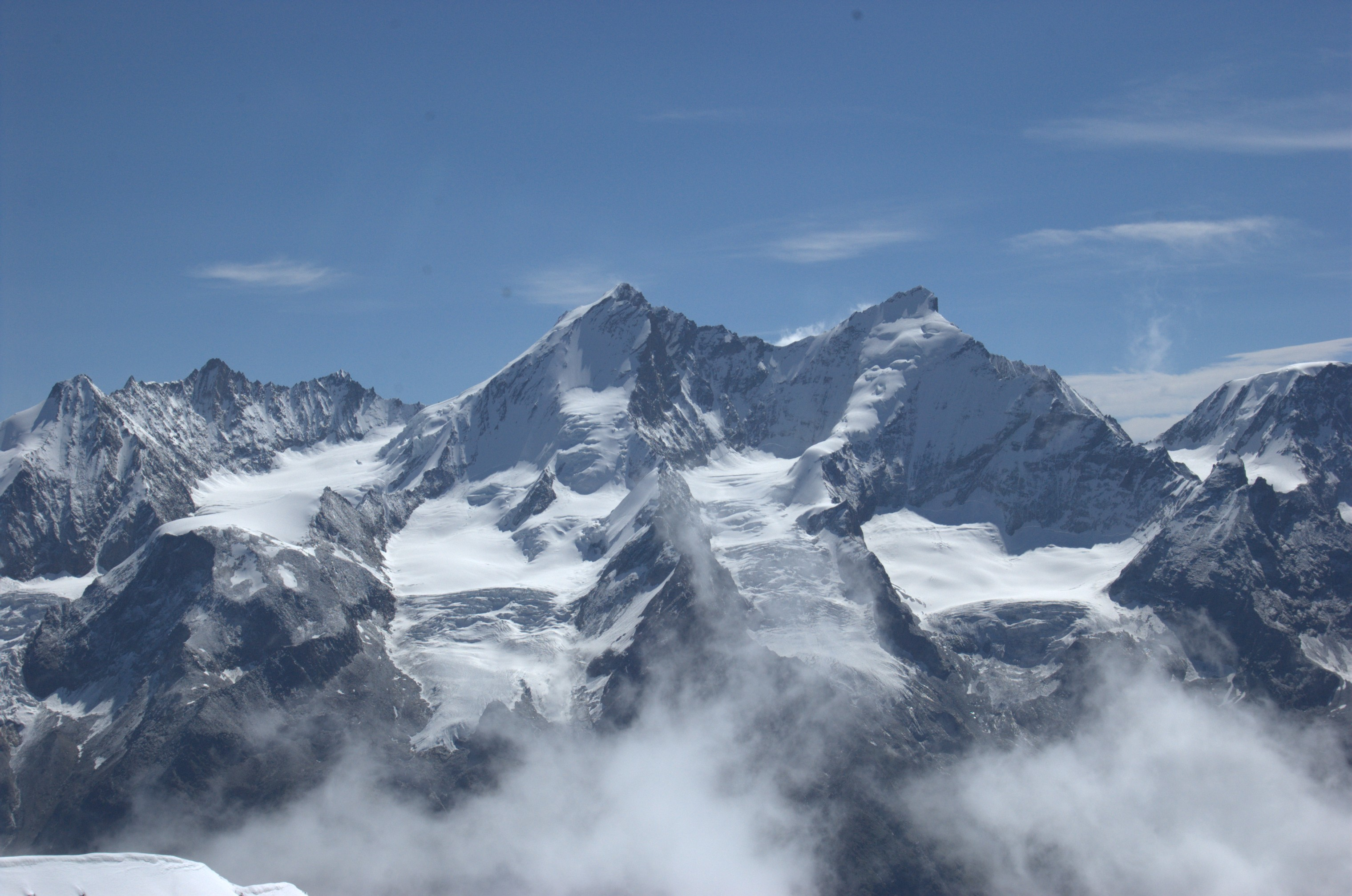
Dom vlevo a Täschhorn vpravo (foceno nad Weisshornhütte)
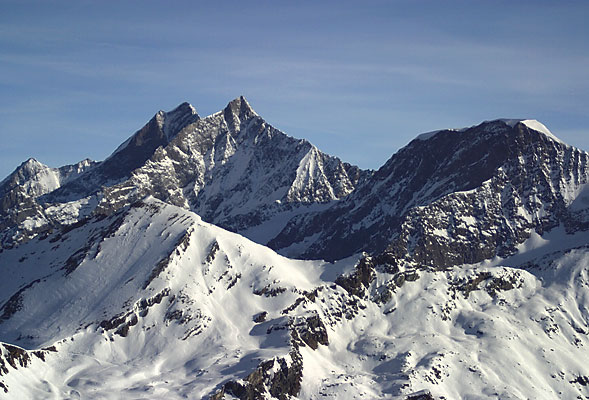
zleva: Dom, Täschhorn, Alphubel (foceno nejspíš z hřebene Gornergrat)
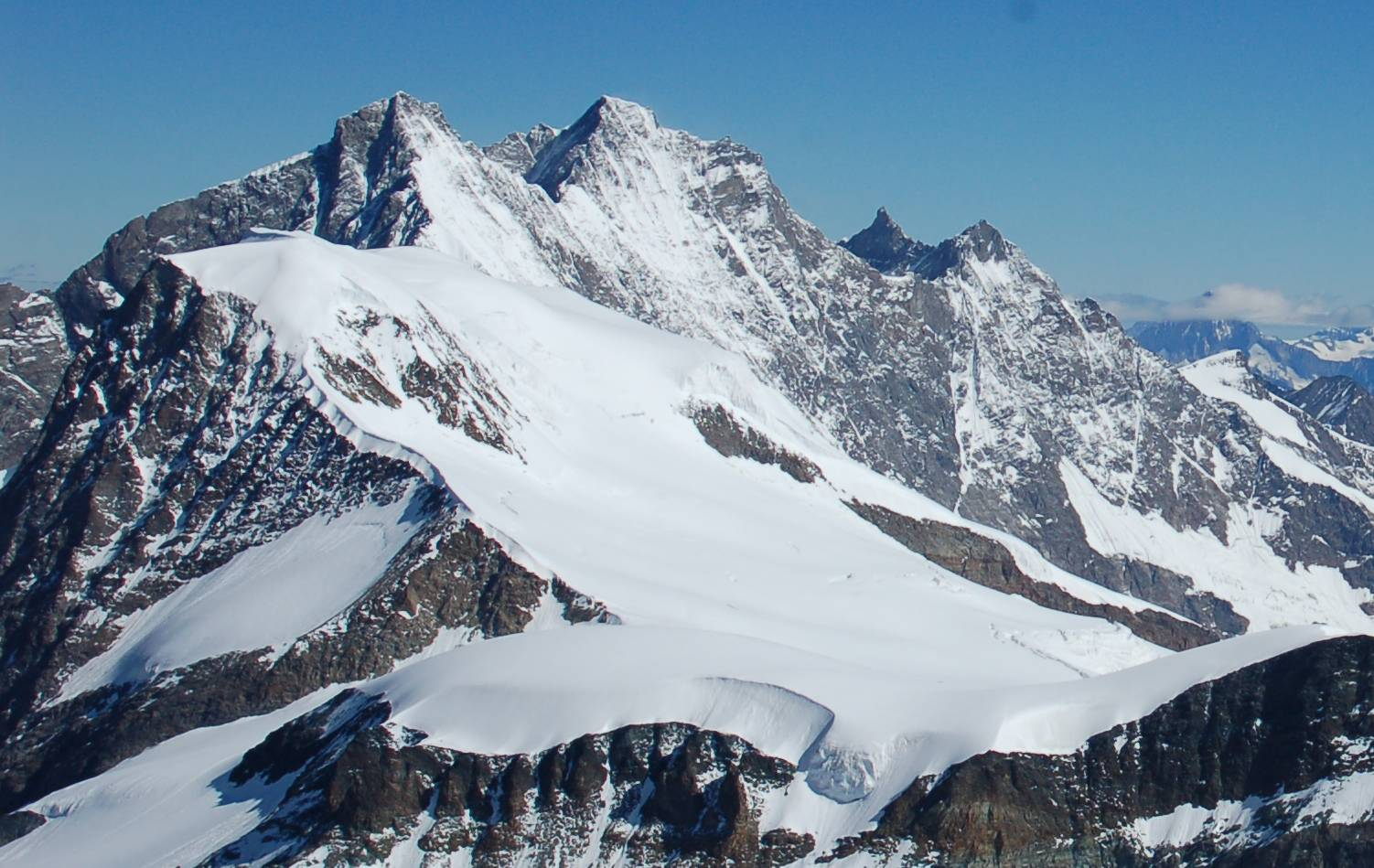
Täschhorn vlevo a Dom vpravo (foceno z Rimpfischhornu)
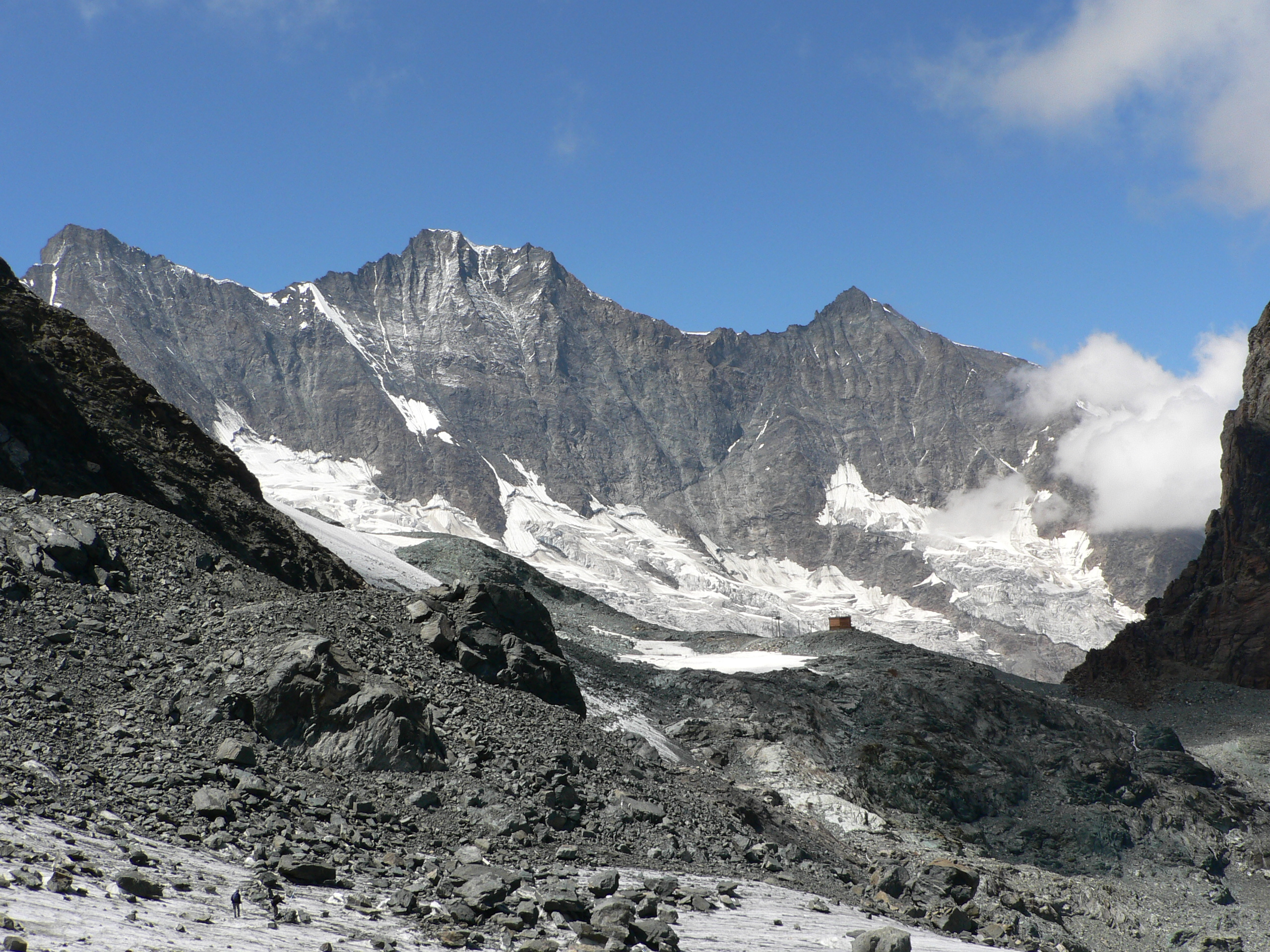
zleva: Täschhorn, Dom, Lenzspitze (foceno nejspíš nedaleko Britanniahütte)